# Нейтан Чапман
Нейтан Чапман (англ. Nathan Chapman; Тенессі, США) — американський музичний продюсер, сесійний музикант та автор пісень, який працює у сфері кантрі-музики. Відомий працею із американською співачкою Тейлор Свіфт, будучи продюсером її альбомів «Taylor Swift», «Fearless», «Speak Now», «Red» та «1989». Дебютний альбом Свіфт став першою робою Чапмана у ролі музичного продюсера.

## Біографія
У 2001 році закінчив Університет Лі.
У 2010 на 52-й церемонії нагородження Греммі та у 2016 на 58-й церемонії нагородження Греммі виграв у категорії Album of the Year за роботу у продюсуванні альбомів Тейлор Свіфт «Fearless» та «1989». Чапман співпрацював із такими виконавцями як Кайлі Міноуг, Мартіною Макбрайд, The Band Perry, Jypsi, Point of Grace, Кітом Урбаном, Кристал Кіт, Шанайєю Твейн, Lady Antebellum, Електрою Мустейн та Джиммі Вейном. Окрім музичного продюсування також іноді працює у ролі сесійного музиканта, граючи на гітарі, банджо та мандоліні.

## Нагороди та номінації
| Рік  | Нагорода                  | Категорія                                                  | Результат |
| ---- | ------------------------- | ---------------------------------------------------------- | --------- |
| 2008 | Academy of Country Music  | Album of the Year — Тейлор Свіфт, Taylor Swift             | Номінація |
| 2009 | Academy of Country Music  | Producer of the Year                                       | Номінація |
| 2009 | Academy of Country Music  | Album of the Year — Тейлор Свіфт, Fearless                 | Перемога  |
| 2009 | Country Music Association | Album of the Year — Тейлор Свіфт, Fearless                 | Перемога  |
| 2009 | American Music Awards     | Favorite Country Album — Тейлор Свіфт, Fearless            | Перемога  |
| 2010 | Grammy Awards             | Album of the Year — Тейлор Свіфт, Fearless                 | Перемога  |
| 2010 | Grammy Awards             | Record of the Year — Тейлор Свіфт, "You Belong with Me"    | Номінація |
| 2010 | Grammy Awards             | Best Country Album — Тейлор Свіфт, Fearless                | Перемога  |
| 2010 | Academy of Country Music  | Producer of the Year                                       | Номінація |
| 2011 | Academy of Country Music  | Album of the Year — Тейлор Свіфт, Speak Now                | Номінація |
| 2011 | Academy of Country Music  | Producer of the Year                                       | Номінація |
| 2011 | Dove Awards               | Best Country Album — Point of Grace, No Changin' Us        | Перемога  |
| 2011 | Dove Awards               | Best Holiday Album — Point of Grace, Home for the Holidays | Перемога  |
| 2014 | Grammy Awards             | Album of the Year — Тейлор Свіфт, Red                      | Номінація |
| 2014 | Grammy Awards             | Best Country Album — Тейлор Свіфт, Red                     | Номінація |
| 2016 | Grammy Awards             | Album of the Year — Тейлор Свіфт, 1989                     | Перемога  |
| 2016 | Grammy Awards             | Best Pop Vocal Album — Тейлор Свіфт, 1989                  | Перемога  |